# Korntal (stacja kolejowa)
Korntal – stacja kolejowa w Korntal-Münchingen, w kraju związkowym Badenia-Wirtembergia, w Niemczech. Znajdują się tu 2 perony.